# Federação Angolana de Ténis
Die Federação Angolana de Ténis (FAT, port. für: Angolanische Tennis-Föderation) ist der Dachverband für Tennis in Angola. Die FAT hat ihren Sitz im Sportkomplex Complexo Desportivo da Cidadela, auch als Pavilhão da Cidadela bekannt, in der Hauptstadt Luanda.
Sie veranstaltet u. a. die verschiedenen Landesmeisterschaften (Campeonatos Nacionais) und betreut die Auswahlen Angolas, darunter die Angolanische Davis-Cup-Mannschaft.

## Geschichte
Keimzelle der FAT und bis heute größte Antriebsfeder ist der 1924 gegründete Clube de Ténis de Luanda (CTL), der wichtigste Tennisclub der Hauptstadt und des Landes.
Nachdem Angola als Portugiesische Kolonie bis 1975 keinen unabhängigen nationalen Tennisverband gründen konnte, verhinderte dann der anschließende Bürgerkrieg in Angola (1975–2002) eine volle Entwicklung des Tennis in Angola, unter der Ägide des zwischenzeitlich gegründeten und beim Weltverband ITF und dem afrikanischen Kontinentalverband CAT aufgenommenen Landesverbands FAT.
Von den Wettbewerben der ITF und der CAT wurde die FAT zudem nach 2003 ausgeschlossen, nachdem sie verschiedene Gebühren und Verbandsabgaben in Höhe von zusammen 27.000 US-Dollar schuldig geblieben war. Für die Wahlperiode 2012–2016 wurde dann mit Matias Castro da Silva ein neuer Präsident gewählt. Dieser strebt seither die Regulierung aller Unstimmigkeiten mit ITF und CAT an, um die Teilnahme angolanischer Tennisspieler an den wichtigsten internationalen Turnieren wieder zu ermöglichen.

## Erfolge
Seit 2003 standen dem angolanischen Tennis nur die Veranstaltungen der Gemeinschaft der Portugiesischsprachigen Länder als internationale Bühne zur Verfügung, bei denen sowohl die angolanischen Damen als auch die Herren Erfolge erreichen konnten, etwa die zwei Silbermedaillen der Damen (Agostinha Armando e Helena Gunza) und die zwei Bronzemedaillen der Herren (José Ncau e Armando Pemba) bei den Spielen 2010 in der mosambikanischen Hauptstadt Maputo.
Augusto Pinto Ganino gilt als erfolgreichster Tennisspieler des angolanischen Tennis. Für den Verein Sagrada Esperança etwa gewann er von 1985 bis 1988 alle vier Landesmeisterschaften und war Rekordnationalspieler. Danach setzte er als Trainer weiter Akzente.
Als größter Erfolg des angolanischen Tennis gilt bisher der Gewinn eines Jugendtitels des afrikanischen Kontinentalverbands CAT durch den inzwischen in Kanada lebenden Anacleto Neto im Jahr 1989.
Mit 17 Siegen bei 14 Teilnahmen am Davis Cup war Nelson de Almeida bis 2003 erfolgreichster angolanischer Spieler. Zuletzt gewann Nicolau Monteiro vom CTL 2014 die Landesmeisterschaft und stand am 10. September 2015 erneut im Finale, gegen das Jungtalent Danilson Bento vom Sagrada Esperança.

## Organisation und Aktivitäten
Die FAT gehört u. a. dem Tennis-Weltverband International Tennis Federation (ITF) und dem afrikanischen Kontinentalverband Confederation of African Tennis (CAT) an. Zudem ist sie assoziiertes Mitglied des Comité Olímpico Angolano, dem Nationalen Olympischen Komitee Angolas.
Präsident der FAT ist seit 2012 Matias Castro da Silva, ein Polizeioffizier aus Luanda.
Der Verband veranstaltet verschiedene Turniere und Meisterschaften. Als wichtigstes galt dabei lange die Meisterschaft der Provinz Luanda (Campeonato Provincial de Ténis de Luanda), seit 2007 richtet der Verband die einheitliche Landesmeisterschaft der Herren (Campeonato Nacional Sénior Masculino) und der Damen (Campeonato Nacional Sénior Feminino) aus. Zudem betreut er die Auswahlen Angolas, insbesondere die Angolanische Davis-Cup-Mannschaft.
Die FAT agiert in einem schwierigen Umfeld, da einem Großteil der Bevölkerung die Mittel fehlen, um sich dem vergleichsweise teuren Tennissport zu widmen. Der traditionsreiche und mit Abstand wichtigste Tennisverein des Landes etwa, der Clube de Ténis de Luanda (CTL) hatte 2013 nur 60 Nachwuchsspieler.